# Faun-Ardèche Classic 2024
La 24.ª edición de la clásica ciclista Faun-Ardèche Classic fue una carrera en Francia que se celebró el 24 de febrero de 2024 sobre un recorrido de 168,6 kilómetros con inicio y final en el municipio de Guilherand-Granges en el departamento de Ardèche y la región Auvernia-Ródano-Alpes.
La carrera formó parte del UCI ProSeries 2024, calendario ciclístico mundial de segunda división, dentro de la categoría UCI 1.Pro. El vencedor fue el español Juan Ayuso del UAE Emirates, quien estuvo acompañado en el podio por el francés Romain Grégoire del Groupama-FDJ y el danés Mattias Skjelmose Jensen del Lidl-Trek, segundo y tercer clasificado respectivamente.

## Equipos participantes
Tomaron parte en la carrera 18 equipos: 9 de categoría UCI WorldTeam invitados por la organización, 6 de categoría UCI ProTeam y 3 de categoría Continental. Formaron así un pelotón de 120 ciclistas de los que acabaron 93. Los equipos participantes fueron:
| WorldTeams (9)- Arkéa-B&B Hotels - Cofidis - Decathlon-AG2R La Mondiale - Groupama-FDJ - Intermarché-Wanty - Lidl-Trek - Soudal Quick-Step - Team dsm-firmenich PostNL - UAE Team Emirates ProTeams (6)- Bingoal WB - Israel-Premier Tech - Lotto Dstny - TotalEnergies - Tudor Pro Cycling Team - Uno-X Mobility Equipos continentales (3)- CIC U Nantes Atlantique - Nice Métropole Côte d'Azur - Van Rysel-Roubaix |
| |

## Clasificación final
- La clasificación finalizó de la siguiente forma:[4]

| \| Clasificación general \| Clasificación general \| Clasificación general \| Clasificación general \| Clasificación general \| \| Ciclista \| Ciclista \| Equipo \| Tiempo \| \| \| --------------------- \| ---------------------- \| -------------------------- \| --------------------- \| --------------------- \| \| 1.º \| Juan Ayuso \| UAE Team Emirates \| 4 h 23 min 34 s \| \| \| 2.º \| Romain Grégoire \| Groupama-FDJ \| + 0 s \| \| \| 3.º \| Mattias Skjelmose \| Lidl-Trek \| + 0 s \| \| \| 4.º \| Felix Gall \| Decathlon-AG2R La Mondiale \| + 0 s \| \| \| 5.º \| Maxim Van Gils \| Lotto Dstny \| + 4 s \| \| \| 6.º \| Kevin Vermaerke \| Team dsm-firmenich PostNL \| + 4 s \| \| \| 7.º \| Lorenzo Rota \| Intermarché-Wanty \| + 4 s \| \| \| 8.º \| Jordan Jegat \| TotalEnergies \| + 4 s \| \| \| 9.º \| Aurélien Paret-Peintre \| Decathlon-AG2R La Mondiale \| + 4 s \| \| \| 10.º \| Igor Arrieta \| UAE Team Emirates \| + 4 s \| \| |                        |                            |                 |
| |                        |                            |                 |
| Fuente: ProCyclingStats |                        |                            |                 |
| Clasificación general |                        |                            |                 |
| Ciclista | Ciclista               | Equipo                     | Tiempo          |
| 1.º | Juan Ayuso             | UAE Team Emirates          | 4 h 23 min 34 s |
| 2.º | Romain Grégoire        | Groupama-FDJ               | + 0 s           |
| 3.º | Mattias Skjelmose      | Lidl-Trek                  | + 0 s           |
| 4.º | Felix Gall             | Decathlon-AG2R La Mondiale | + 0 s           |
| 5.º | Maxim Van Gils         | Lotto Dstny                | + 4 s           |
| 6.º | Kevin Vermaerke        | Team dsm-firmenich PostNL  | + 4 s           |
| 7.º | Lorenzo Rota           | Intermarché-Wanty          | + 4 s           |
| 8.º | Jordan Jegat           | TotalEnergies              | + 4 s           |
| 9.º | Aurélien Paret-Peintre | Decathlon-AG2R La Mondiale | + 4 s           |
| 10.º | Igor Arrieta           | UAE Team Emirates          | + 4 s           |

## Ciclistas participantes y posiciones finales
Convenciones:
- AB-N: Abandono en la etapa "N"
- FLT-N: Retiro por arribo fuera del límite de tiempo en la etapa "N"
- NTS-N: No tomó la salida para la etapa "N"
- DES-N: Descalificado o expulsado en la etapa "N"

## UCI World Ranking
La Faun-Ardèche Classic otorgó puntos para el UCI World Ranking para corredores de los equipos en las categorías UCI WorldTeam, UCI ProTeam y Continental. Las siguientes tablas son el baremo de puntuación y los diez corredores que obtuvieron más puntos:
| Posición              | 1.º | 2.º | 3.º | 4.º | 5.º | 6.º | 7.º | 8.º | 9.º | 10.º | 11.º | 12.º | 13.º | 14.º | 15.º | 16.º-30.º | 31.º-40.º |
| Clasificación general | 200 | 150 | 125 | 100 | 85  | 70  | 60  | 50  | 40  | 35   | 30   | 25   | 20   | 15   | 10   | 5         | 3         |

| Clasificación |                          |                            |         |
| Posición      | Ciclista                 | Equipo                     | General |
| ------------- | ------------------------ | -------------------------- | ------- |
| 1.º           | Juan Ayuso               | UAE Emirates               | 200     |
| 2.º           | Romain Grégoire          | Groupama-FDJ               | 150     |
| 3.º           | Mattias Skjelmose Jensen | Lidl-Trek                  | 125     |
| 4.º           | Felix Gall               | Decathlon AG2R La Mondiale | 100     |
| 5.º           | Maxim Van Gils           | Lotto Dstny                | 85      |
| 6.º           | Kevin Vermaerke          | dsm-firmenich PostNL       | 70      |
| 7.º           | Lorenzo Rota             | Intermarché-Wanty          | 60      |
| 8.º           | Jordan Jegat             | TotalEnergies              | 50      |
| 9.º           | Aurélien Paret-Peintre   | Decathlon AG2R La Mondiale | 40      |
| 10.º          | Igor Arrieta             | UAE Emirates               | 35      |